# Episodi di Damages (quinta stagione)
La quinta ed ultima stagione della serie televisiva Damages è stata trasmessa sul canale americano Audience Network dall'11 luglio al 12 settembre 2012.
Nella Svizzera italiana, la stagione è stata trasmessa in prima visione in lingua italiana sul canale RSI LA2 dal 5 al 16 agosto 2013.
In Italia, è stata trasmessa in prima visione dall'11 febbraio all'11 marzo 2014 sul canale TOP Crime.
| nº | Titolo originale                       | Titolo italiano                        | Prima TV USA      | Prima TV Svizzera |
| -- | -------------------------------------- | -------------------------------------- | ----------------- | ----------------- |
| 1  | You Want to End This Once and For All? | A volte ritornano                      | 11 luglio 2012    | 5 agosto 2013     |
| 2  | Have You Met the Eel Yet?              | L'apparenza inganna                    | 18 luglio 2012    | 6 agosto 2013     |
| 3  | Failure is Failure                     | Quell'ultima telefonata                | 25 luglio 2012    | 7 agosto 2013     |
| 4  | I Love You, Mommy                      | Ti voglio bene, mamma                  | 1º agosto 2012    | 8 agosto 2013     |
| 5  | There's Something Wrong With Me        | Ho qualcosa che non va                 | 8 agosto 2012     | 9 agosto 2013     |
| 6  | I Need to Win                          | Ho bisogno di vincere                  | 15 agosto 2012    | 12 agosto 2013    |
| 7  | The Storm's Moving In                  | La tempesta si avvicina                | 22 agosto 2012    | 13 agosto 2013    |
| 8  | I'm Afraid of What I'll Find           | Ho paura di quello che potrei scoprire | 29 agosto 2012    | 14 agosto 2013    |
| 9  | I Like Your Chair                      | Mi piace la tua sedia                  | 5 settembre 2012  | 15 agosto 2013    |
| 10 | But You Don't Do That Anymore          | Non farlo mai più                      | 12 settembre 2012 | 16 agosto 2013    |

## A volte ritornano
- Titolo originale: You Want to End This Once and For All?
- Diretto da: Matthew Penn
- Scritto da: Todd A. Kessler, Glenn Kessler e Daniel Zelman

### Trama
Patty è scortata da due detective in centrale, dove dichiara di non sapere dove si trovi Ellen.
Tre mesi prima. Ellen si è messa in proprio ed è in attesa di un caso importante che le permetta di farsi una buona reputazione. Patty è contattata da Channing McClaren, proprietario di un sito web in cui vengono divulgati dossier segreti sugli scandali politici e finanziari. Dopo aver vissuto in incognito per parecchio tempo, Channing è tornato a New York e chiede i servigi di Patty per diffondere informazioni top secret. Patty però non intende patrocinare la sua causa, poiché Channing rifiuta di essere più specifico sulla tipologia di tali informazioni, e gli raccomanda il nome di Ellen come avvocato difensore. Channing parla con Ellen, rivelandole che lo scandalo in questione riguarda un importante gruppo bancario con oltre un secolo di storia. Nemmeno Ellen però, saputo che è stata Patty a raccomandarla, vuole assumere il caso. Ellen è chiamata a deporre nella causa tra Michael e Patty per l'affido di Catherine. Patty, avvocato di sé stessa, presenta un accordo di riservatezza firmato da Ellen quando lavorava per lei e chiede che la sua deposizione sia cancellata. Il giudice rinvia la questione di qualche giorno. Naomi Walling, una trader della Princefield Investment Bank, accetta di consegnare a Channing informazioni sulla banca. Tuttavia, Naomi è stata ingannata e a essere diffuse sono le sue mail personali in cui emerge che ha avuto rapporti sessuali con tutti i principali operatori di Wall Street.
Rachel, la figlia di Naomi, chiede a Patty di fare causa a Channing . Tuttavia, Naomi non intende citarlo in giudizio e intima a Patty di andarsene. Il giudice ha deciso di ascoltare Ellen, ma Patty interrompe nuovamente la deposizione per rivelare che rischia di insorgere un conflitto di interessi tra loro due che renderebbe vano il ruolo di Ellen in qualità di testimone. Infatti, Naomi Walling è stata ritrovata morta suicida nella vasca da bagno e Patty è diventata il difensore di sua figlia Rachel nella causa contro Channing McClaren, il quale ha proposto a Ellen di rappresentarlo in tribunale. In realtà, Naomi è stata uccisa da due sicari che ne hanno simulato il suicidio tagliandole le vene. A Ellen si pone dunque una scelta tra testimoniare contro Patty e accettare il patrocinio di Channing. Ellen si prende qualche minuto per decidere, con Patty che le suggerisce la seconda opzione per poterla affrontare direttamente in tribunale e provare a battere la sua "maestra". Ellen telefona a Channing, accettando l'incarico.
Presente. Patty non risponde alle domande dei detective riguardanti Ellen, sapendo che è il giorno in cui doveva deporre contro di lei nella causa di affido. Ellen è riversa a terra in un vicolo.

## L'apparenza inganna
- Titolo originale: Have You Met the Eel Yet?
- Diretto da: Colin Bucksey
- Scritto da: Hans Tobeason

### Trama
Nella stanza degli interrogatori a Patty viene consegnato un telefono.
Tre mesi prima. Channing rilascia la prima intervista pubblica dal suo ritorno negli Stati Uniti. Nonostante le raccomandazioni di Ellen, diventata a tutti gli effetti il suo avvocato, Channing definisce la morte di Naomi Walling un danno collaterale di cui si assume la responsabilità. Durante la diretta fa irruzione un messo notificatore che consegna a Channing la citazione in giudizio da parte di Patty per danno tanatologico. Il giudice Timothy Haring concede a Patty una settimana di tempo per addurre prove che dimostrino il legame tra Channing e Walling. Patty ottiene anche la confisca del passaporto di Channing , il quale sarebbe partito l'indomani per una conferenza a Oslo. Patty chiede al suo amico Bill Herndon, rimasto a collaborare con lei dopo il caso High Star, di setacciare il rapporto tra Channing e Walling. Ellen ha in programma l'assunzione di un associato per il suo studio. Si presenta una donna di nome Kate Franklin per autocandidarsi al posto. Kate è una vecchia conoscenza di Patty che ha deciso di tornare a lavorare dopo la morte del marito. Kate fa la stessa proposta anche a Patty, al fine di estorcere condizioni più vantaggiose rispetto a quelle che può offrirle uno studio appena avviato come quello di Ellen, rammentando alla Hewes che non le conviene averla come avversaria. Ellen nota della complicità tra Patty e il giudice Haring, scoprendo che è riuscito a entrare nel consiglio d'amministrazione di una società vicina alla Hewes.
Channing conosce una ragazza in un bar e viene invitato a trascorrere la serata nel suo appartamento, indossando una parrucca per non essere riconosciuto dalle telecamere. Walid Cooper, ex collega di Chris alla High Star che Ellen ha assunto come informatore, le consegna il video delle telecamere di sorveglianza dell'hotel Montclair, dove Walling ha incontrato Channing la sera prima della fuga di notizie. Lo stesso video è in possesso di Patty che però non ha riconosciuto Channing, non sapendo dell'escamotage della parrucca. Ellen riceve da Rutger Simon, il braccio destro di Channing, una chiavetta USB contenente informazioni compromettenti sul giudice Haring. Ellen fa avere la chiavetta al giudice, inducendolo ad abbandonare il caso. Haring comunica alle parti che non seguirà più il processo Channing e sarà sostituito dal giudice Richard Gearheart. Patty telefona a Ellen per rivelarle che in realtà tra lei e il giudice Haring non c'era alcun rapporto personale, anzi addirittura si detestavano, quindi ha indotto Ellen ad agevolarla nella sostituzione di un giudice che non le piaceva. Al contrario, il nuovo giudice Gearheart è molto più accondiscendente nei confronti di Patty.
Presente. Patty telefona al cellulare di Ellen, impossibilitata a rispondere perché riversa sulla strada con una ferita alla testa. Dal cornicione del palazzo da cui è caduta appare un uomo non identificato.

## Quell'ultima telefonata
- Titolo originale: Failure Is Failure
- Diretto da: Jean de Segonzac
- Scritto da: Arthur Phillips

### Trama
Ellen mostra a Channing il video che lo riprende nell'albergo in cui ha incontrato Naomi Walling, rimproverandolo per averle mentito su un fatto così importante. Channing confessa che quella era la seconda volta in cui si vedevano. Il primo incontro ha avuto luogo a Roma, dove Naomi si era esposta per rivelare le azioni di insider trading della Princefield. Patty ha assunto Kate, incaricandola di leggere tutta la documentazione del caso Walling-McClaren. Chris incontra Deniece, la madre di Ellen, in una farmacia nella quale la donna lavora. Quando lo riferisce a Ellen, lei si insospettisce perché non sapeva che sua madre si fosse messa a lavorare e teme che stia nascondendo qualcosa. Patty e Ellen concordano di far deporre Rachel due volte. Rutger incontra un finanziatore di McClarenTruth.org, preoccupato per il risvolto che sta prendendo la causa contro Channing, auspicando che Ellen venga licenziata nel caso in cui le cose si mettessero male. Nella prima deposizione Rachel fornisce informazioni avute dalla madre sull'incontro tra lei e Channing in albergo. In quell'occasione la donna si era tirata indietro e Channing, che aveva aspettato a lungo le sue preziose informazioni, tentò di violentarla e la minacciò di rivalersi sulla figlia. Quando Ellen mette in dubbio le dichiarazioni di Rachel, la ragazza estrae un portasigarette di Channing che lui aveva tirato contro Naomi.
Ellen si confronta con Kate per verificare se ha scoperto qualcosa dai documenti dell'indagine. La nuova associata si è concentrata sulle telefonate che Naomi ha scambiato con Rachel la sera della sua morte, quando la ragazza era uscita con le amiche. Kate ha cerchiato una telefonata di Naomi a Rachel effettuata a tarda ora, quando la figlia era ancora fuori. Soddisfatta per l'interessante spiraglio aperto da Kate, che evidentemente non ha perso il suo fiuto, Ellen le chiede di accompagnarla alla seconda deposizione nello studio di Patty. Ellen si concentra sulle telefonate, accertandosi che Rachel ha un'ottima memoria, e le chiede di descriverle nei dettagli la fatidica chiamata delle 23.01. Dopodiché Ellen estrae il tabulato telefonico in cui risulta che quella chiamata è durata appena 2 secondi, mentre stando a quanto affermato dalla giovane sarebbe dovuta durare molto più tempo. Ellen può così mettere in forte dubbio la veridicità dell'intera deposizione di Rachel. Curiosando nel computer di sua nonna, la piccola Catherine vede un samurai con la scritta "Posso aiutarti".
Ellen sta dormendo con Chris quando viene svegliata da Deniece che le chiede in lacrime ospitalità per qualche giorno. Nello stesso momento Patty, che sta festeggiando il compleanno di Catherine, riceve la visita di Kate che la informa di una loro comune conoscenza che sta morendo e vorrebbe vederla.

## Ti voglio bene, mamma
- Titolo originale: I Love You, Mommy
- Diretto da: Marcos Siega
- Scritto da: Jason Wilborn

### Trama
Roger Kastle, un vecchio amico di Patty, le comunica che è tra le candidate per un posto di giudice nella Corte Suprema. Lusingata per la proposta, Patty vuole prima chiudere le pendenze del suo studio e vincere la causa contro McClaren. Deniece rivela a Ellen il motivo per cui se n'è andata di casa, vale a dire l'aggressività di suo padre che è arrivato al punto di lanciarle addosso un oggetto di cristallo. Patty assume Jake Stahl, un avvocato che ha maturato importanti competenze informatiche al MIT, e che la può aiutare nel caso McClaren. Tuttavia, il server della Princefield è sotto sequestro della SEC e l'autorità non permette a nessuno di accedere all'hardware della banca. Patty rilascia un'intervista in televisione, rivelando i due incontri avuti da Channing con Naomi e definendo il cliente di Ellen "maniaco sessuale" per il tentato stupro della Walling. Ellen presenta istanza al giudice  Gearheart che diffida entrambe le parti dal concedere ulteriori interviste, il che però è un punto a favore di Patty perché Ellen non avrà modo di replicare pubblicamente alle sue accuse.
Samurai7, un hacker molto conosciuto nell'ambiente, ha preziose informazioni sulla Princefield che è disposto a vendere per 500000 $. Channing nel suo lavoro si è sempre rifiutato di pagare le informazioni e anche stavolta, nonostante ne vada della sua persona, non intende fare un'eccezione. Rutger e Gitta, la fidanzata nonché collega di Channing, la pensano diversamente e trattano a sua insaputa con Samurai per avere le informazioni. La tata di Catherine allerta Patty perché la bambina continua a parlare di "un uomo con la spada" entrato in casa loro. Patty ha così modo di scoprire l'intrusione di Samurai nel suo computer, poiché Catherine aveva spostato l'icona nel cestino, e ricevere anche lei la proposta per le informazioni sulla Princefield. Ellen si informa presso il suo consulente finanziario che le sconsiglia di pagare quella cifra, ma la giovane è risoluta nel voler entrare in possesso delle soffiate di Samurai. Costui accetta entrambe le proposte, sia di Ellen che di Patty, trasferendole su due penne USB diverse. Samurai consegna a Patty una chiavetta nera, dopodiché ne estrae una rosa per Ellen che però non le verrà mai data. Infatti, Samurai è aggredito da un uomo che dà fuoco al suo corpo e alla chiavetta rosa, poi telefona a qualcuno dicendo che Ellen Parsons non ha avuto le informazioni.
La nomina di Patty alla Corte Suprema rischia di saltare a causa di un'intervista di Michael a una nota rivista legale in cui il figlio la accusa di voler vincere il caso McClaren soltanto per distruggere la carriera di Ellen, l'ex associata che avuto il coraggio di uscire dalla sua ombra. L'intervista di Michael è stata una mossa di Ellen, vendicatasi con Patty per lo sgarbo fatto con Channing. Michael però ricorda a Ellen che in cambio vuole il suo aiuto per vincere la custodia di Catherine.

## Ho qualcosa che non va
- Titolo originale: There's Something Wrong With Me
- Diretto da: Tate Donovan
- Scritto da: Hans Tobeason

### Trama
Ellen riceve Patty nel suo ufficio per adempimenti burocratici legati al caso McClaren. Appesantita dal carico di lavoro dell'ultimo periodo, a Ellen capita spesso di appisolarsi e sognare l'aggressione che subì nell'appartamento di Patty. Per questa ragione Ellen è molto attenta nel rivolgersi al suo ex capo e le chiede se ha ricevuto le informazioni di Samurai sulla Princefield, con Patty che ovviamente nega di possederle. Avendo capito che in realtà non è vero, Ellen paventa una possibile istanza al giudice per costringerla a produrle anche alla controparte. Bennett Herreshoff, CEO della Princefield, annuncia in una conferenza stampa che la banca sta cooperando con la SEC per scoprire la verità sull'insider trading e si dichiara spettatore neutrale del processo McClaren, ringraziando sia Channing sia Naomi Walling per l'aiuto che hanno dato nel rivelare il marcio dentro la società. Patty incontra l'ufficiale della SEC Clark Reinsdorf per ottenere la prova che dimostri l'esistenza di un contatto tra Channing e Naomi, altrimenti farà pubblicare un articolo in cui attaccare la SEC per l'eccessiva inerzia con cui ha condotto le indagini.
Non avendo notizie da Samurai, Ellen riceve dal team di Channing il contatto di un hacker con cui spesso ha collaborato: Blackbird. Si tratta della fidanzata tossicodipendente di Samurai, la quale non ha sue notizie dalla sera della consegna delle informazioni e teme possa essergli accaduto qualcosa. Blackbird accetta di deporre davanti al giudice Gearheart per attestare il versamento di denaro attraverso cui Patty ha ottenuto in cambio le informazioni sulla Princefield. Patty viene costretta dal giudice a produrre le informazioni a Ellen sia in forma digitale che cartacea. Intanto, Channing è contattato dalla ex fidanzata Sally con cui ha un figlio di nome Charlie. Channing apprende che il piccolo soffre di un handicap cognitivo, ma Sally non ha i soldi per curarlo e lo sta crescendo assieme a un poco di buono di nome Jeff che è spesso prevaricante nei confronti di Charlie. Channing hackera la posta personale di Jeff per toglierlo di mezzo e paga Sally per mandare Charlie in una scuola attrezzata per il suo disturbo. Tuttavia, quando Sally gli propone di conoscere suo figlio, Channing diserta l'appuntamento.
Kate consegna a Patty una scatola di biscotti per farle capire che suo padre Lyle, di cui è avvocato, ha chiesto di incontrarla. Patty si presenta nella clinica in cui Lyle, malato terminale, è ricoverato e scopre che ha deciso di inserirla nel testamento, nonostante la Hewes abbia volutamente rotto ogni legame con lui. Patty dice a Lyle di non volerlo più vedere.

## Ho bisogno di vincere
- Titolo originale: I Need to Win
- Diretto da: Daniel Zelman
- Scritto da: Josh Payne

### Trama
Ellen ha l'ennesimo incubo in cui Patty la invita a salire al piano superiore del suo appartamento, trovando David nella vasca da bagno e sé stessa insanguinata come quel fatidico giorno dell'aggressione. Quando lei e Jane ottengono l'accesso a casa di Naomi, accorgendosi che il bagno della Walling è lo stesso del suo incubo, Ellen ha un malore dopo una visione di David ucciso nella vasca. Patty rintraccia Thomas Weld, un assicuratore che soggiornava al Montclair nella stanza adiacente a quella in cui si incontrarono Channing e Naomi. Weld ci tiene alla sua privacy e si rifiuta di rivelare per quale motivo si trovava nell'hotel, dichiarando di non aver sentito nessun rumore che potesse far pensare a un'aggressione. Rachel Walling è insultata da Bruce Davies, l'ex capo di sua madre, caduto in rovina dopo la soffiata di Naomi. Questo provoca alla giovane dei tentennamenti sull'opportunità di proseguire la causa, anche perché confida a Patty che Channing ha tentato di contattarla per raccontarle la propria versione dei fatti. Lo stesso McClaren è infatti sempre più propenso a interrompere le ostilità, considerando i danni d'immagine cagionati alla sua attività.
Ellen continua ad avere delle visioni e, non riuscendo più a distinguere tra realtà e immaginazione, pensa di aver visto l'uomo che tentò di ucciderla. Confidandosi con la terapista del gruppo che la aiutò a superare il lutto per la morte di David, Ellen vuole tirare dritto e arrivare all'obiettivo di battere Patty in tribunale. Contravvenendo alle indicazioni di Patty, Rachel incontra Channing che le suggerisce di interrompere una causa che rischia di trascinarsi per anni. Rachel comunica a Patty che ha intenzione di accettare 3000000 $ da Channing come accordo extragiudiziale. Ellen non vuole rinunciare alla causa, così grazie a Kate viene a sapere che il signor Weld alloggerà nuovamente per due giorni al MontClair. Ellen chiede a Weld di testimoniare a suo favore, riuscendo a farsi dire dall'uomo che i suoi soggiorni al MontClair sono occasioni per incontrare l'amante e non vuole far trapelare questa relazione segreta. Ellen manda Weld a rivelare a Patty di aver sentito, attraverso le sottili pareti delle camere, tutto quello che Channing avrebbe fatto a Naomi. In questo modo Rachel ritira la proposta di accordo e la causa può andare avanti.

## La tempesta si avvicina
- Titolo originale: The Storm's Moving In
- Diretto da: Tate Donovan
- Scritto da: Todd A. Kessler, Glenn Kessler e Daniel Zelman

### Trama
Channing apprende da un video che Samurai è morto. Incontrando la sua fidanzata BlackBird, scopre altresì che Ellen, Gitta e Rutger hanno acquistato da lui le informazioni sulla Princefield. Furioso, Channing minaccia i collaboratori di licenziarli se proveranno ad agire nuovamente alle sue spalle. Rutger mantiene comunque i contatti con il finanziatore del sito, informandolo dei recenti sviluppi del caso. Channing vede Bruce Davies, dal quale apprende che Bennett Herreshoff aveva incaricato la SEC di indagare su di lui e Naomi prima che avvenisse la fuga di notizie. Davies rivela anche che era stato Herreshoff a creare Fondo 23, utilizzato per mettere in atto l'insider trading, e lascia a Channing il nome di colui che è il vero responsabile dell'insider trading. Si tratta di Helmut Torben, il finanziatore che Rutger finge di non conoscere.
Il giudice Haring manda Patty ed Ellen nel Maine per raccogliere la deposizione del professor Lee Collins, esperto di informatica che ha analizzato i server della Princefield. Collins afferma che le informazioni personali di Naomi sono state divulgate dal suo computer, un'azione che avrebbe potuto compiere soltanto una persona molto esperta come Channing o Samurai. Chris, che lavora come consulente nel dipartimento veterani, raccoglie la testimonianza di un giovane soldato che accusa i medici dell'esercito di prescrivere ai soldati che soffrono di DPTS antidepressivi senza visitarli di persona. Una tormenta di neve costringe Patty ed Ellen a una lunga attesa nella sala d'aspetto dell'aeroporto. Con tutti i voli cancellati, Ellen accetta con riluttanza la proposta di Patty di viaggiare assieme a lei nel suo aereo privato, una volta che il meteo sarà migliorato. Le due donne sembrano riavvicinarsi, con Patty che sottolinea come entrambe abbiano alle spalle un passato familiare difficile e nonostante questo siano riuscite a fare carriera, alludendo al destino che le ha fatte incontrare. Ellen però rammenta che la assunse soltanto per avere la testimonianza di Katie Connor nel caso Frobisher. Ellen ricorda a Patty la confessione che fece nella stanza d'albergo, quando ammise di aver ordinato di ucciderla. Patty si mostra sconvolta per questa affermazione, dicendo che la sua ammissione era dettata dalla pistola che Ellen le puntava contro e non era vera, servendo soltanto a fuggire da lì per chiudere il caso di cui si stavano occupando. Ellen però resta della sua idea, nonostante Patty provi a discolparsi accusando lo Zio Pete di aver ordito il tentato omicidio. Quando il pilota dell'aereo privato informa Patty che possono partire, Ellen rifiuta il passaggio a bordo.

## Ho paura di quello che potrei scoprire
- Titolo originale: I'm Afraid of What I'll Find
- Diretto da: Ken Girotti
- Scritto da: Hans Tobeason

### Trama
Cinque anni prima. Zio Pete accompagna in ascensore sull'uscio dell'appartamento di Patty l'uomo incaricato di uccidere Ellen. Dopo la colluttazione e la fuga di Ellen, l'uomo ferito con il coltello riesce a telefonare a Zio Pete. Una volta che l'uomo è stato soccorso e medicato in ospedale, Zio Pete gli consegna una busta contenente dei soldi e scherza dicendogli che è più facile uccidere un animale.
Due settimane prima. Ellen deve produrre la lista dei finanziatori del sito di Channing a Patty, affinché la Hewes possa stimare la richiesta di danni. Rutger confessa a Channing che Helmut Torben è il loro principale finanziatore ed è stato lui a fornire al Fondo 23 le informazioni per l'insider trading. Rutger e Gitta vogliono fare causa a Torben, ma Ellen consiglia loro di non coinvolgerlo almeno fino a quando resta aperta la causa contro Channing. Nel suo ufficio Ellen recupera la cartelletta rossa che Stefania McKee, la moglie di Zio Pete, le consegnò quando lui era morto e che tra le varie cose contiene una fotografia di Pete con l'aggressore. Decisa a far luce una volta per tutte sulla faccenda, Ellen fa visita alla vedova per chiederle se conosce il tizio e lei risponde di no. Kate, in qualità di avvocato di Lyle Hewes, comunica a Michael che il nonno vuole incontrarlo per includerlo nel testamento. La candidatura di Patty alla Corte Suprema resta in piedi, però la Hewes teme che riaffiorino gli scheletri nell'armadio del suo passato. Chris ha chiesto a Ellen di essere messo in contatto con Channing per rendere pubblico lo scandalo dei soldati affetti da DPTS. Rutger gli consegna una chiavetta, la stessa data a Naomi, per caricare i dossier sul loro server, assicurandogli che non si ripeterà un nuovo caso Walling. Channing e il suo gruppo di hacker si mettono al lavoro per coprire le fonti della soffiata e pubblicare le informazioni sul sito.
Michael accompagna Lyle nella vecchia casa di famiglia in campagna. Il vecchio rivela che Patty e sua nonna gli fecero causa, privandolo di tutti i suoi beni e cointestando i terreni a Patty che li ha lasciati sfitti. Lyle vorrebbe che Michael rinunciasse alla custodia di Catherine per ottenere in cambio da sua madre la cessione della proprietà dei terreni, così che sia lui l'erede maschio delle proprietà degli Hewes. Michael sottopone questa proposta a Patty, la quale però rifiuta di firmare i documenti. Ellen chiede ai detective che ai tempi si occuparono del suo caso di esaminare il sangue presente sul biglietto da visita di Hollys Nye, probabilmente riconducibile all'aggressore. Intanto Stefania, che ha mentito a Ellen, telefona all'uomo per avvertirlo che hanno chiesto di lui. Gli esami sul sangue rivelano che l'indiziato si chiama Patrick Scully. Ellen consegna a Patty la documentazione finanziaria di Channing e la Hewes afferma che manca il nome di Helmut Torben. Lyle ha un malore mentre è in compagnia di Kate e, quando l'infermiera entra nella stanza, la donna dice di essere sua figlia. Ellen dissimula il proprio stupore, ignorando che Patty lo ha scoperto attraverso una soffiata di Gitta. Patty telefona al suo contatto a Washington per accettare di correre per la Corte Suprema.
Presente. L'uomo che osserva Ellen dal cornicione del palazzo è Patrick Scully, il quale poi si avvicina a Patty che osserva la scena a distanza.

## Mi piace la tua sedia
- Titolo originale: I Like Your Chair
- Diretto da: Steve Shill
- Scritto da: Todd A. Kessler, Glenn Kessler e Daniel Zelman

### Trama
Patty viene scortata in centrale da due detective. Ellen rimane riversa sul selciato con Scully che la osserva dall'alto.
Roma, 2011. Naomi e Channing hanno consumato un rapporto sessuale dopo aver concordato la soffiata sulla Princefield. Rutger lo redarguisce per essere andato a letto con una fonte.
Una settimana prima. Ellen e Patty concordano di ascoltare i testimoni della difesa in una sola giornata. Ellen incarica il suo informatore di indagare su Scully, anche se non riguarda il caso McClaren. Scully pedina Kate e riesce ad avere il codice per entrare nel palazzo dello studio di Ellen. Patty raccoglie le deposizioni di Channing, Rutger e Gitta. Mentre Channing e Gitta smentiscono ogni violenza nei confronti di Naomi, Rutger è messo davanti al rapporto in essere tra Torben ed Herreshoff. Venticinque anni prima Torben garantì il finanziamento di un fondo fornito da Herreshoff, palesando un conflitto d'interessi rispetto alla soffiata di Naomi. Patty avverte Rutger che è disposta ad andare in fondo alla questione, anche oltre la causa McClaren. Ellen incontra Torben per avere la sua collaborazione contro Patty.
Channing licenzia Rutger per aver tirato dentro Torben e messo in crisi la sopravvivenza del sito. Ellen ha conferma che Scully ha portato due volte la spesa a Stefania McKee ed è arrivato a New York per chiudere la questione. Rutger racconta a Patty dell'incontro di Channing con Naomi a Roma, pentendosi di non aver fermato Channing allora. Dopo il secondo incontro al MontClair, Channing ha chiesto a Rutger i codici della soffiata perché Naomi era pronta ad andare alla polizia e denunciarlo per molestie. Rutger accusa Channing di aver divulgato le mail di Naomi, rovinandole la reputazione allo scopo di renderla innocua. In realtà è stato Rutger a danneggiare Naomi, dopo aver parlato con Herreshoff dell'insider trading alla Princefield. Il padre di Ellen pretende che Deniece torni a casa ed Ellen lo minaccia con la pistola di andarsene. Ellen incastra Scully mentre tentava di spingerla dal terrazzo e l'uomo, minacciato dalla Parsons di finire in galera, rivela che a ingaggiarlo per ucciderla fu Patty. Costei si ostina nel dichiararsi innocente e lancia un avvertimento a Ellen, dicendole che è l'ultima volta che lei mette piede nel suo ufficio.

## Non farlo mai più
- Titolo originale: But You Don't Do That Anymore
- Diretto da: Glenn Kessler
- Scritto da: Todd A. Kessler, Glenn Kessler e Daniel Zelman

### Trama
Fortemente stressata, Ellen si fa visitare da un medico che la invita a rallentare il ritmo di lavoro per evitare gravi conseguenze alla sua salute. Ellen però vuole prima vincere la causa McClaren, ormai vicinissima alla prima udienza, e aiutare Michael nell'ottenere la custodia di Catherine. Patty notifica l'aggiunta di Rutger ai testimoni dell'accusa, utile soprattutto perché potrà aiutarla successivamente contro Torben ed Herreshoff. Ellen deve anche affrontare un'altra grana perché l'esercito intende procedere contro Channing per la pubblicazione dei referti medici dei soldati. Per scampare un altro processo contro il suo assistito, che causerebbe la chiusura del sito, Ellen ha la possibilità di incolpare il soldato autore della soffiata e salvare Channing. Questa scelta però fa infuriare Chris, avendo Ellen deciso di anteporre la vittoria del processo alla loro relazione. Rutger non riesce più a reggere il doppiogioco con Patty ed Ellen, quindi decide di prenotare in fretta e furia un volo per l'Inghilterra.
Si apre il processo Walling contro McClaren. Avvertita della fuga di Rutger, Patty è costretta a ritirare l'accusa contro Channing che dichiara alla stampa di voler proseguire l'attività del sito. Scully viene mandato da Ellen a parlare con Patty e farsi dire che è stata lei a ingaggiarlo per ucciderla. In questo modo ha la registrazione vocale da far usare a Michael per vincere la custodia di Catherine. Tuttavia, Ellen non si presenta in studio dove aveva appuntamento con Michael e non si riesce a rintracciarla da oltre due ore. Dal cornicione del palazzo si vede Ellen riversa a terra in strada, essendo svenuta mentre raggiungeva lo studio. Infatti, Ellen è incinta e con il suo lavorare forsennato ha messo in pericolo la vita del feto. Patty parla con suo padre appena prima che esali l'ultimo respiro, incolpandolo di tutto quello che le ha fatto in infanzia e dileggiando sul fatto che venderà la terra a prezzo stracciato al primo offerente. Scully trova Michael in attesa alla scrivania di Ellen e il giovane lo riconosce, rivelandogli di sapere la storia del tentato omicidio di Ellen perché quella famosa sera si trovava fuori da casa di Patty e lo ha visto parlare con Zio Pete. Nel frattempo, Ellen si è ripresa e sale nello studio, trovando il cadavere di Michael che Scully ha ucciso con diversi colpi di pistola. Patty apprende la notizia della morte del figlio alla centrale di polizia, dove era stata portata dai detective quando sembrava ormai evidente la sua responsabilità nel tentato omicidio.
Dopo qualche tempo Ellen e Patty si ritrovano nella casa al lago. Patty le rivela che la causa McClaren era soltanto un pretesto per tastare quanto fosse disposta ad andare avanti pur di batterla in tribunale, anche se mai avrebbe pensato che il prezzo fosse la morte di Michael. Ellen deve quindi fare i conti con il sangue sparso per colpa della sua ambizione, con Patty che è riuscita a trasformarla in una sua copia. Inoltre, Ellen apprende che anche Rutger è stato ucciso prima che potesse scappare, eliminato da Herreshoff. Ellen consegna a Patty tutte le prove che ha raccolto contro di lei, voltandole definitivamente le spalle.
Anni dopo. Patty incontra Ellen in una farmacia, scoprendo che ora è una casalinga appagata, sposata con Chris e madre di una bambina. Patty risale a bordo della sua limousine e immagina Ellen bussarle al vetro per ringraziarla di tutto quello che hanno vissuto insieme. Patty è affranta per aver scoperto che Ellen è riuscita ad andare oltre e costruirsi una felice vita familiare, mentre lei è rimasta sola nella sua opulenza e con il dolore di non avere più nessuno accanto.